# Guillermo Dela Vega Afable
Guillermo Dela Vega Afable (Davao, Filipinas, 3 de abril de 1951) é um clérigo católico romano filipino e bispo de Digos.

## Biografia

Brasão de Dom Guillermo Afable

Guillermo Dela Vega Afable completou seus estudos no seminário "College" de Davao e depois no "Regional Major Seminary" da mesma cidade. Recebeu o Sacramento da Ordem para a Arquidiocese de Davao em 24 de abril de 1976, na Paróquia de Nossa Senhora de Fátima, por Dom Antonio Lloren Mabutas. Depois de dois anos como Padre Assistente na Catedral, tornou-se Reitor do seminário "College". De 1980 a 1985 estudou direito canônico em Roma, no Angelicum, e liturgia em Sant’Anselmo.
De volta à sua terra natal, Padre Afable trabalhou na paróquia e, ao mesmo tempo, atuou como diretor do Centro Litúrgico Arquidiocesano (1985-1991). Serviu como missionário nas Ilhas Salomão de 1992 a 1995. Depois disso, até sua nomeação, ocupou o cargo de Vigário Geral da Arquidiocese, além de ter sido Vigário Episcopal das Comunicações Sociais e Pároco do Sagrado Coração em Obrero.
Em 21 de abril de 2001, o Papa João Paulo II o nomeou Bispo Titular de Vadesi e Bispo Auxiliar de Davao. O núncio apostólico nas Filipinas, arcebispo Antonio Franco, o consagrou bispo em 12 de julho do mesmo ano, na Catedral de São Pedro em Davao; os principais co-consagrantes foram o Arcebispo de Davao, Fernando Capalla, e o Bispo de Digos, Generoso Camiña PME.
O Papa João Paulo II o nomeou Bispo Coadjutor de Digos em 24 de abril de 2002. Em 11 de fevereiro de 2003, Guillermo Dela Vega Afable tornou-se Bispo de Digos, sucedendo a Generoso Camiña PME, que renunciou por motivo de doença. Na Conferência Episcopal Católica das Filipinas (CBCP), participou de várias comissões episcopais, incluindo vice-presidente da Comissão de Missão (2005 a 2011) e representante regional de Mindanao Sul no Conselho Permanente (2007 a 2009; 2011 a 2013).